# Butlocks Heath
Butlocks Heath – wieś w Anglii, w hrabstwie Hampshire, w dystrykcie Fareham. Leży 21 km na południe od miasta Winchester i 111 km na południowy zachód od Londynu.